# Ентеліс Федір Семенович
Фе́дір Семе́нович Енте́ліс (рос. Фёдор Семёнович Энтелис; * 1907) — російський художник (майстер художнього скла), винахідник. Професор. Лауреат Сталінської премії (1947). Дід художниці Наталії Семенівни Ентеліс.

## Біографічні відомості
Був начальником експериментальної дільниці на заводі художнього скла в Ленінграді. Оформив станцію метро «Автово» в Санкт-Петербурзі.
Співавтор кришталевого фонтану для Всесвітньої виставки в Нью-Йорку (1933).

## Премії
- 1947 — Сталінська премія за винахід електрозварювання скла.

## Основні праці
- «Художнє скло та його застосування в архітектурі» (1953) — у співавторстві.
- Навчальний посібник «Формування та гаряче декорування скла» (1982; друге видання — 1992).